# Storfjärden (Hållnäs socken, Uppland, 672061-161621)
Storfjärden är en sjö i Tierps kommun i Uppland och ingår i Tämnarån-Forsmarksåns kustområde. Sjön är 1,1 meter djup, har en yta på 0,0829 kvadratkilometer och befinner sig 6 meter över havet. Vid provfiske har abborre, gädda, mört och ruda fångats i sjön.

## Delavrinningsområde
Storfjärden ingår i det delavrinningsområde (671674-161139) som SMHI kallar för Rinner mot Lövstabukten. Medelhöjden är 12 meter över havet och ytan är 56,49 kvadratkilometer. Det finns inga avrinningsområden uppströms utan avrinningsområdet är högsta punkten. Avrinningsområdets utflöde mynnar i havet, utan att ha någon enskild mynningsplats. Avrinningsområdet består mestadels av skog (85 procent). Avrinningsområdet har 0,26 kvadratkilometer vattenytor vilket ger det en sjöprocent på 0,5 procent. Bebyggelsen i området täcker en yta av 0,4 kvadratkilometer eller 1 procent av avrinningsområdet.